# Кенкі

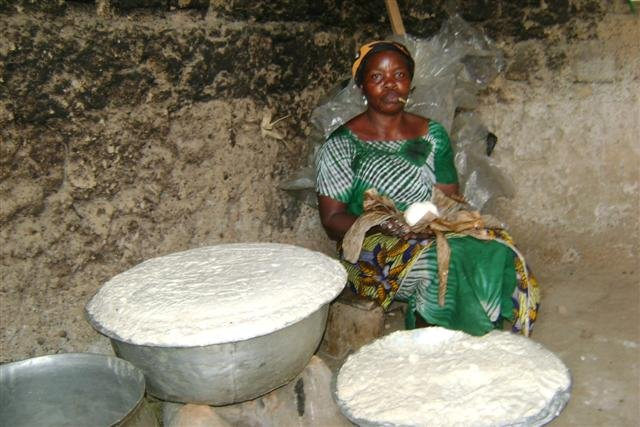
Жінка готує фанте кенкі (варене кукурудзяне тісто)

Кенкі (також відомий як kɔmi, otim, kooboo або dorkunu) — це страва, подібна до вареників із закваски народів га та фанте Західної Африки, яке зазвичай подають із соусом з перцю та смаженою рибою чи супом, рагу.

## Опис
Кенкі виробляється шляхом замочування зерна кукурудзи у воді протягом приблизно двох днів, а потім їх розмелюють і замішують у тісто. Тісту дають бродити протягом кількох днів.

## Варіації
Областями, де їдять кенкі, є Гана, східний Кот-д'Івуар, Того, західний Бенін, Гаяна та Ямайка. Її робиться з меленої кукурудзи, як угалі. Також він відомий як кормі у народу га або доконо — у аканів у Гані. У Мексиці існує версія під назвою «тамале». У Гаяні його називають конкі. У Тринідаді його називають «пеймі» і відрізняється тим, що не містить плантан, але може включати гарбуз та кокос. У кулінарії Карибського басейну його роблять з кукурудзяного борошна, плантану, зеленого банана, солодкої картоплі або маніоки, загорнутої в бананове листя. Страва походить від африканських кухонь.

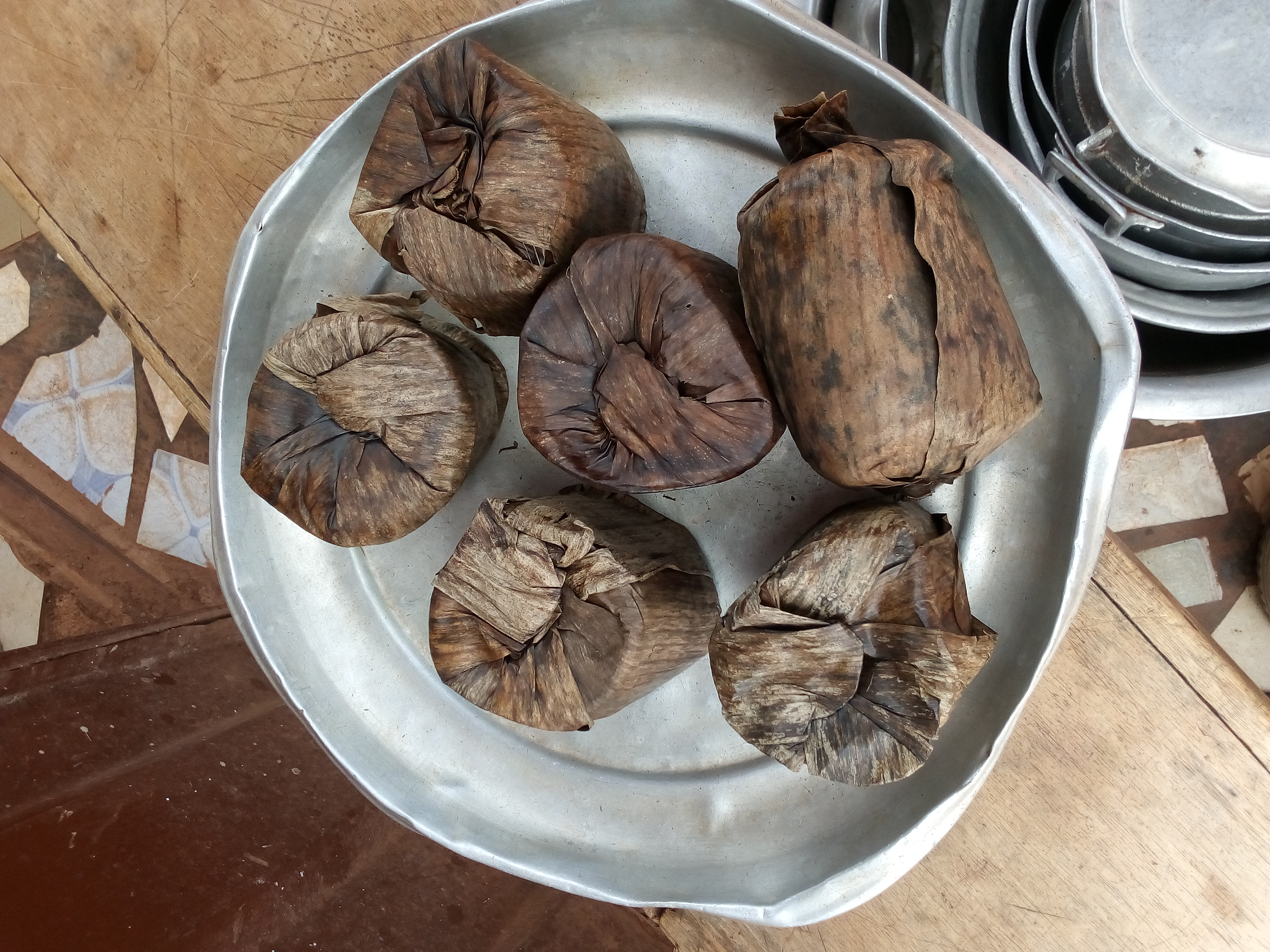
Фанте кенкі

На відміну від угалі, приготування кенкі передбачає бродіння перед приготуванням. Тому підготовка займає кілька днів. Кукурудзяне борошно змішують з кукурудзяним крохмалем і додають воду до отримання однорідного тіста. Його накривають кришкою і залишають в теплому місці, щоб відбулося бродіння. Після ферментації кенкі частково готують, загортають у листя банана, лушпиння кукурудзи або фольгу і готують на пару.
Льодяний кенкі — це десерт, виготовлений з кенкі, змішаного з водою, цукром, сухим молоком та льодом.